# ERAWA

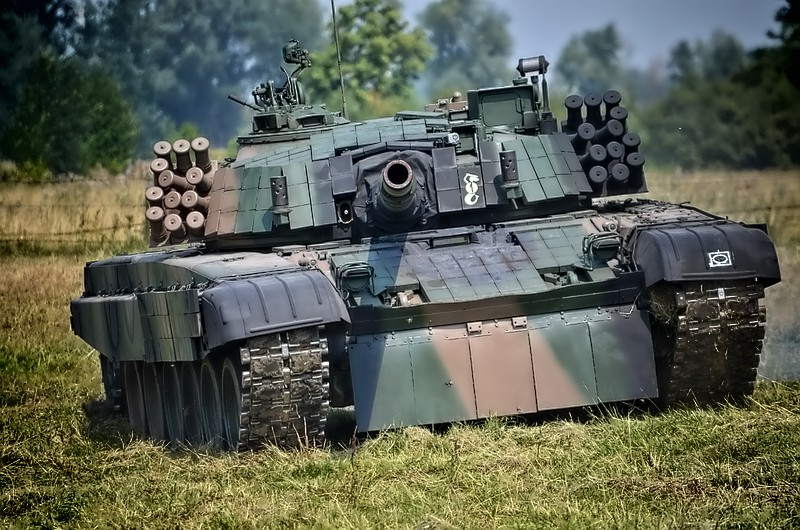
ERAWA на танку PT-91 Twardy

ERAWA («Ера́ва») — польський вибуховий динамічний захист розробки Військового інституту збройних технологій.

## Історія
У другій половині 1980-х Військовий інститут збройних технологій (WITU) в особі доктора Адама Вишневського розпочав роботу над удосконаленням захисту польських танків T-72M1. Паралельно проводились роботи зі створення вибухового динамічного захисту (ВДЗ) ERAWA та керамічного композитного CAWA. Існує версія щодо того, що Польща вирішила створити власний ВДЗ після відмови від радянського «Контакт-1», який визнали недостатньо ефективним.
ERAWA вперше було застосовано 1993 року на танку PT-91 Twardy.

## Опис
ERAWA існує у двох основних варіантах ERAWA-1 та ERAWA-2, які виготовляються та встановлюються паралельно. Вони ідентичні за будовою та принципом, але остання має два шари вибухівки замість одного, отже, є суттєво більш ефективною. Також існує версія з керамічними метальними пластинами CERAWA.
Всі комплекси сімейства працюють за однаковим, найбільш типовим для ВДЗ, принципом метальних пластин. Боєприпас, влучаючи в елемент динамічного захисту (ЕДЗ), ініціює вибухівку (ТНТ або ТНТ з гексогеном); вибухівка запускає врізнобіч метальні пластини, що розсікають кумулятивний струмінь, зменшуючи його ефективність. 
Елементи монтуються на болтах на спеціальні кріплення на танку. Касети ERAWA-1 та ERAWA-2 взаємозамінні. Порівняно з більшістю інших систем ДЗ, як «Контакт-1» та «Контакт-5», ERAWA має значно менше незахищених зон завдяки вдало обраному невеликому розміру.

### ERAWA-1
Розмір касети складає 150×150×26 мм, вага — 2,9 кг. Товщина метальної пластини складає близько 6 мм.
Ефективність заявляється як 93%, 84% та 94% проти ПГ-7, 9М113 «Конкурс» та 125-мм БК-14М відповідно при куті влучання 60°. Завдяки достатньо інертній вибуховій речовині ДЗ не спрацьовує при механічних пошкодженнях, від стрілецької зброї та уламків; але з цієї причини ДЗ неефективне проти БОПСів.

### ERAWA-2

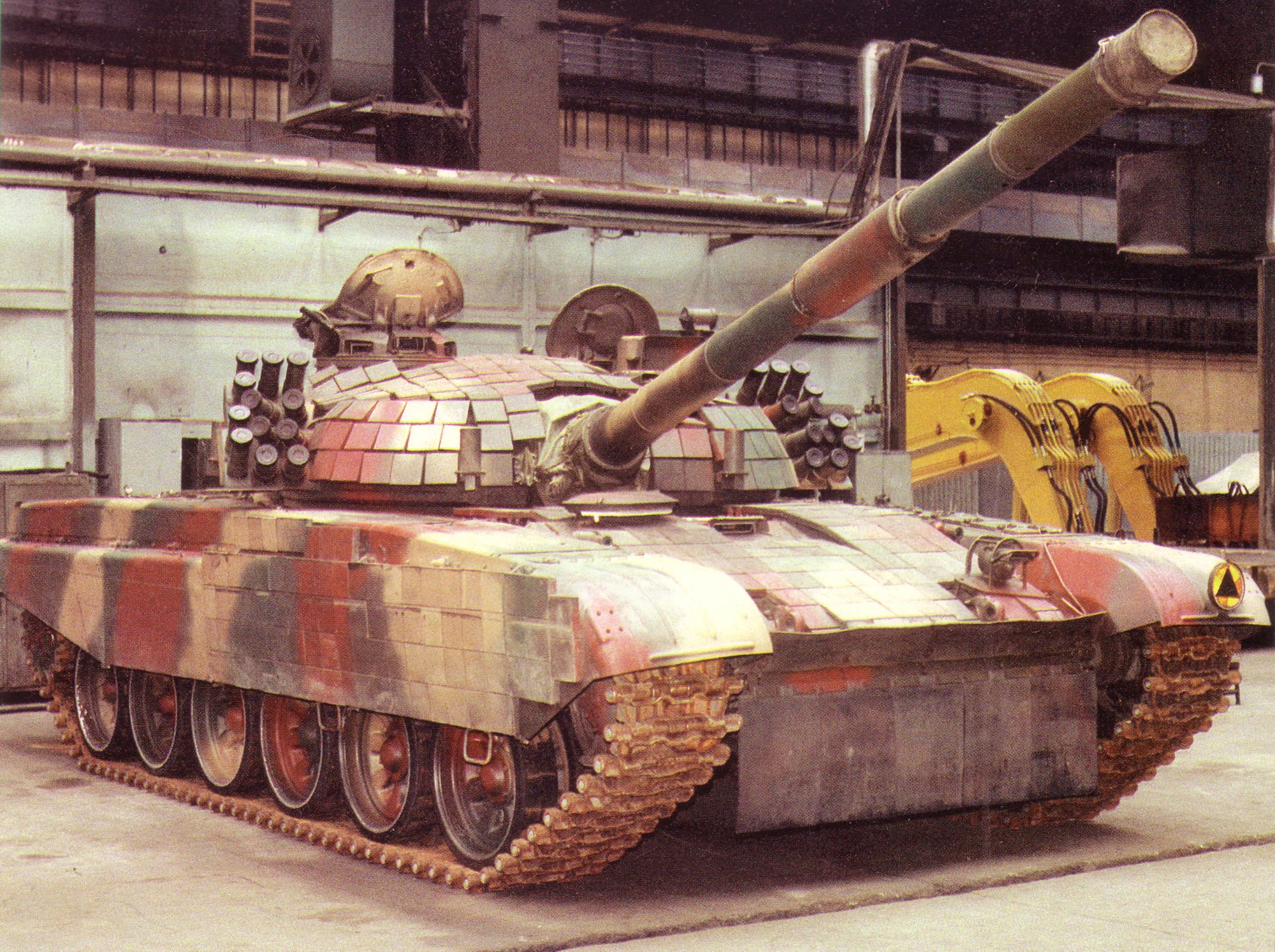
Старий варіант встановлення

Розмір касети складає 150×150×46 мм, вага — 4,7 кг. Попри візуальну ідентичність, ERAWA-2 має два шари вибухівки, а також замість однієї металевої пластини має тонку 2—3-мм металеву пластину та 4—5-мм керамічний шар.
Крім високого захисту від кумулятивних боєприпасів, ERAWA-2 дає також певний захист від старих підкаліберних (67% на прикладі 3БМ15 при куті 60°) та невеликих тандемних боєприпасів (50% на прикладі PzF 3 при куті 60°).
Касети ERAWA-2 також вкриті протирадарним покриттям.

### Встановлення
Відомо про три варіанти (покоління) встановлення ERAWA на PT-91. Перший варіант включав 118, 108, 84 (разом 396, вага 1144 кг) касет ERAWA-1 на корпусі, башті та бортах корпусу відповідно. Другий варіант містить 204 касети ERAWA-1 та 92 ERAWA-2 (296 разом, 2014 кг). Третій варіант, застосований на PT-91M Pendekar, містить 164 касети ERAWA-1 та 92 ERAWA-2 (259 разом, 1907 кг).